# Grupo Planeta
Grupo Planeta es un grupo multinacional español de capital familiar cuya actividad empresarial abarca la edición de libros, la información, la formación superior y el entretenimiento audiovisual. Tiene su origen en la Editorial Planeta, fundada en 1949 en Barcelona, y que sigue siendo el buque insignia del grupo, con más de 70 sellos editoriales, y junto a DeAgostini es accionista de referencia de Atresmedia.
El Grupo dispone de una red de venta directa y es propietario de Casa del Libro, la primera cadena de librerías de España. Además del área editorial, el grupo actúa en las áreas de coleccionables, formación, venta directa, enseñanza a distancia, audiovisuales y medios de comunicación.
Desde la creación de la editorial por José Manuel Lara Hernández, en Barcelona en 1949, Planeta se ha convertido en un grupo que opera en más de 25 países de Europa, América Latina, Estados Unidos y el Norte de África, y que conecta diariamente con más de 50 millones de personas.
Durante el siglo XXI el Grupo Planeta incrementó su presencia en el sector de la comunicación, destacando su participación dominante en Atresmedia (con medios como Antena 3, La Sexta, la productora de contenidos Atresmedia Studios y la cadena de radio Onda Cero) y en prensa con el periódico de tirada nacional La Razón.
Las empresas del Grupo suman en 2025 más de 9000 empleados. El Grupo facturó, en el año 2011, 1772 millones de euros. Hasta su fallecimiento en enero del 2015, el presidente del Grupo Planeta fue José Manuel Lara Bosch, hijo del fundador de Editorial Planeta, José Manuel Lara Hernández. Desde 2014 es presidente José Creuheras, quien fuera vicepresidente del Grupo.
El 11 de octubre de 2017 anunció el traslado de su sede social a Madrid a causa del proceso independentista catalán.

## Historia
El Grupo Planeta tiene su origen en la Editorial Planeta, fundada en 1949 por el sevillano de El Pedroso José Manuel Lara Hernández. En 1952 funda el Premio Planeta, hoy el premio literario de mayor dotación de las letras españolas. Durante la década de los 80 y los 90 se incorporan al Grupo diferentes sellos literarios como Ediciones Destino, Editorial Seix Barral, Deusto, Ariel o Martínez Roca. En 1996, José Manuel Lara Bosch asume la dirección del Grupo Planeta e impulsa la diversificación de las áreas de negocio y su internacionalización. En 2003 José Manuel Lara Bosch es nombrado presidente del Grupo tras el fallecimiento de su padre. Desde su legado, el Grupo Planeta inicia una nueva etapa y se sitúa entre los mayores grupos mundiales de comunicación. Desde 2015, José Creuheras asume la presidencia del Grupo Planeta y de Atresmedia.[cita requerida]
En los años 1980 empezó a comprar otras editoriales: Seix Barral y Ariel en 1982, Ediciones Deusto en 1989 y Espasa-Calpe en 1991. 

### Proyecto Multimedia
En 2003, el grupo buscará consagrarse como un gran grupo mediático, invirtiendo en cadenas de televisión y radio:
- Se convierte en accionista de referencia en Antena 3,[13] lanzando un Expediente de Regulación de Empleo (ERE), justo antes de salir a la Bolsa el grupo, y de su revalorización.[14][15] La aplicación del ERE, el sábado 8 de noviembre, conllevó el despido de figuras conocidas: Rosa María Mateo y el enviado especial a la guerra de Irak, Carlos Hernández. Otros conocidos periodistas como Olga Viza y Jesús Hermida ya rescindieron sus contratos semanas antes. La indemnización de Ernesto Sáenz de Buruaga por dejar su cargo en Antena 3 supuso 6.000.000 de €, mientras que cada uno de los 215 despedidos recibieron 3000 euros y 30 días por año trabajado.
- Con la compra de Planeta del 25% del capital de Antena 3, el grupo editor tomó también el control de Onda Cero. Se desató, sin embargo, un contencioso entre Blas Herrero, antiguo propietario de la cadena de radio Kiss FM, y Onda Cero cuando Planeta rechazó el compromiso de pago que Telefónica tenía con el empresario, según el cual éste cedía su red de 70 emisoras a Onda Cero a cambio de recibir 20 euros por cada oyente que registrara. Debido al imprevisible éxito de Kiss FM, Herrero iba a recibir este año una cantidad que Planeta no estuvo dispuesta a pagar.[16][17] El conflicto con Kiss FM fue clave para frenar el saneamiento económico de la cadena, que se llevará a cabo unos meses después, con un expediente de regulación de empleo similar al llevado a cabo en Antena 3.

En 2004, el Grupo sigue creciendo, y consigue el control del periódico en catalán Avui. Compartirá accionariado con el Grupo Godó y la Generalidad de Cataluña. Opuesto a esta compra, Luis María Anson abandonó La Razón. Le critica asimismo, el quedarse con un 10% de plusvalía.

## Actividades del Grupo Planeta
- Libros
- Medios de comunicación y entretenimiento audiovisual
- Formación y Universidades
- Librerías
- Canales de venta directa

### Libros
El Grupo Planeta cuenta con más de 70 sellos editoriales en España y América Latina, que abarcan obras de ficción, no ficción, de literatura infantil y juvenil. Cada año edita y publica más de 4.000 novedades editoriales en papel, digital y audiolibro en más de 30 países y en varios idiomas: español, catalán y portugués. El Grupo Planeta es líder de la edición en español y, a través de Grup 62, es el primer editor en catalán. En enero de 2023 Planeta adquirió el 60% del accionariado del grupo Bromera, especializado en edición en valenciano. Es también un referente en la edición de obras para coleccionistas.
Sellos Editoriales
- Editorial Planeta Ediciones Generales
- Editorial Espasa
- Ediciones Destino
- Ediciones Temas de Hoy
- Editorial Seix Barral
- Tusquets Editores
- BackList
- Ediciones Martínez Roca
- Emecé
- Alienta Editorial
- Gestión 2000
- Ediciones Deusto
- Para Dummies
- GeoPlaneta
- Lunwerg Editores
- Planeta Cómic
- Libros Cúpula
- Planeta Gastro
- Ediciones Minotauro
- Esencia
- Zenith
- Crítica
- Ariel
- Ediciones Península
- Luciérnaga
- El Aleph Editores
- Ediciones Paidós
- Destino Infantil & Juvenil
- Timun Mas Infantil
- Planetalector
- Noguer
- Yoyo
- Libros Disney
- Planeta Junior
- Booket
- Austral
- Click Ediciones
- Zafiro eBooks
- Universo de Letras
- MaxiTusquets
- Diana
- Edicions 62
- Editorial Empúries
- Editorial Proa
- Editorial Pòrtic
- Columna Edicions
- Editorial Planeta
- Edicions Destino
- labutxaca
- Estrella Polar
- Educaula 62
- Fanbooks
- Planeta Portugal
- DeAPlaneta Libri
- Editorial Planeta Argentina
- Editora Planeta do Brasil
- Editorial Planeta Colombia
- Editorial Planeta Chile
- Editorial Planeta Ecuador
- Editorial Planeta México
- Editorial Joaquín Mortiz
- Editorial Planeta Perú
- Editorial Planeta Uruguay
- Editorial Planeta Venezuela
- Editorial Planeta Grandes Publicaciones
- Artika
- Editorial Planeta DeAgostini
- Ediciones Altaya

### Medios de comunicación y entretenimiento audiovisual
Desde principios del siglo XXI el Grupo Planeta se ha consolidado en nuevas áreas de negocio para convertirse en uno de los grandes grupos de comunicación españoles. Es accionista de referencia de ATRESMEDIA, que incluye los canales de televisión Antena 3, La Sexta, Neox, Nova, Mega y ATRESERIES; las emisoras de radio Onda Cero, Europa FM y Melodía FM; producción de cine y televisión; portales de televisión y cine online, y gestión de publicidad multimedia (televisión, radio e internet). Por otro lado, es propietario de La Razón, uno de los diarios de mayor difusión de España y a través de Prisma Publicaciones elabora revistas especializadas y ofrece servicios editoriales en papel y digitales para empresas e instituciones.
Empresas:
- Antena 3
- laSexta
- Neox
- Nova
- Mega
- Atreseries
- Onda Cero
- Europa FM
- Atresmedia Studios
- Atresmedia Publicidad
- Atresmedia Diversificación
- Atresmedia Cine
- Atresmedia Música
- Fundación Atresmedia
- Diario La Razón
- DeAPlaneta Entertainment
- Prisma Publicaciones

### Formación y universidades
El Grupo Planeta, a través de su división Planeta Formación y Universidades, es un referente en formación superior, universitaria y profesional donde desarrolla un ambicioso proyecto educativo. Cuenta con una importante red de 22 instituciones educativas en España, Francia, Italia, Colombia, Norte de África, Andorra y Estados Unidos. Cada año más de 100.000 estudiantes procedentes de 114 nacionalidades distintas se forman en las escuelas de negocios, universidades, escuelas superiores especializadas y centros de formación profesional a través de sus más de 500 programas. El Grupo Planeta también impulsa proyectos y soluciones educativas digitales innovadoras para la educación primaria y secundaria desde aulaPlaneta. 
Instituciones Educativas
- VIU - Universidad Internacional de Valencia
- The Core
- UNIBA
- EAE Business School
- OBS Business School
- EsDesign
- Barcelona Culinary Hub
- EDC Paris Business School
- ESLSCA Business School
- École de Guerre Économique (EGE)
- ESDESIGN Escuela Superior de Diseño de Barcelona
- Sports Management School
- Institut Supérieur de Marketing du Luxe (Sup de Luxe)
- Rome Business School
- IBERO
- ESEIT
- iFP - Innovación en la Formación Profesional
- Universitat Carlemany
- Inesdi Business Techschool
- Universidad UNIE
- BIU University (Broward International University)
- Sports Management School
- Institut Supérieur de Marketing du Luxe (Sup de Luxe)

### Librerías
A través de la cadena de librerías más grande de España, la Casa del Libro, el Grupo Planeta contribuye al fomento y la difusión de la cultura y aproxima los autores y editores al gran público. Lo hace a traés de que cuenta con más de 65 librerías repartidas en todo el territorio español, y de la librería virtual casadellibro.com.
- Casa del Libro

### Canales de venta directa
El Grupo Planeta pone la cultura, la información, el ocio y el entretenimiento al alcance de todos los ciudadanos en todo el mundo a través de diferentes formatos posibles que acercan sus productos a los clientes: libros tradicionales en papel y libros digitales, librerías, clubes de lectura, redes comerciales de distribución de productos a través de televisión e internet, formación presencial y a distancia, tiendas online, así como plataformas de alquiler, compra y suscripción de cine y televisión.
Empresas:
- EDP editores

## Premios literarios
La editorial entrega distintos premios literarios, entre ellos el Premio Planeta, de entrega anual destinado para novelas inéditas escritas en castellano. 
- Premio Planeta
- Premio Primavera de Novela
- Premio de Novela Fernando Lara
- Premi De Les Lletres Catalanes Ramon Llull
- Premio Azorín de Novela
- Premio Biblioteca Breve
- Premio Espasa
- Premio Nadal
- Premio Tusquets Editores De Novela
- Premio Comillas De Historia, Biografía Y Memorias
- Premio Minotauro
- Premio Destino Infantil Apel·les Mestres
- Certamen Universitario Jóvenes Talentos
- Premio Antonio Domínguez Ortiz De Biografías
- Premio Manuel Alvar De Estudios Humanísticos
- Premio Iberoamericano De Poesía Hermanos Machado
- Premio Felipe Trigo De Novela
- Premio EspasaEsPoesía
- Premio De Narración Corta Felipe Trigo
- Premi Proa
- Premi Josep Pla
- Premi Carlemany per al foment de la lectura
- Premio Interiores

## Controversias
En 2003, el grupo buscaba consagrarse como un gran grupo mediático. Pero ese mismo año lanzó un expediente de regulación de empleo (ERE) que se convirtió en polémica, justo antes de salir a la Bolsa el grupo, y de su revalorización. La aplicación del ERE, el sábado 8 de noviembre, conllevó el despido de figuras conocidas: Rosa María Mateo y el enviado especial a la guerra de Irak, Carlos Hernández. Otros conocidos periodistas como Olga Viza y Jesús Hermida ya rescindieron sus contratos semanas antes. La indemnización de Ernesto Sáenz de Buruaga por dejar su cargo en Antena 3 supuso 6.000.000 de €, mientras que cada uno de los 215 despedidos recibieron 3000 euros y 30 días por año trabajado.
Con la compra de Planeta del 25% del capital de Antena 3, el grupo editor tomó también el control de Onda Cero. Se desató, sin embargo, un contencioso entre Blas Herrero, antiguo propietario de la Kiss FM, y Onda Cero cuando Planeta rechazó el compromiso de pago que Telefónica tenía con el empresario, según el cual este cedía su red de 70 emisoras a Onda Cero a cambio de recibir 20 euros por cada oyente que registrara. Debido al imprevisible éxito de Kiss FM, Herrero iba a recibir este año una cantidad que Planeta no estuvo dispuesta a pagar. El conflicto con Kiss FM fue clave para frenar el saneamiento económico de la cadena, que se llevará a cabo unos meses después, con un expediente de regulación de empleo similar al llevado a cabo en Antena 3.
La Biblioteca Nacional (BN) y la editorial Planeta llegaron a un acuerdo para la cesión, con la fórmula de donación, del archivo de Círculo de Lectores, sello propiedad del gran grupo editorial español, del que anunció su cierre el 7 de noviembre de 2019.